# Peter Cklamovski
Peter Cklamovski (Sydney, 16 oktober 1978) is een Australisch voetbaltrainer.

## Carrière
Hij heeft als trainer bij diverse Japanse clubs gewerkt zoals Shimizu S-Pulse, Montedio Yamagata en FC Tokyo. In 2025 werd Cklamovski coach van het Maleisisch voetbalelftal.